# Eucamptopus
Eucamptopus là một chi nhện trong họ Pisauridae.